# Callitris sinensis
Callitris sinensis là một loài thực vật hạt trần trong họ Cupressaceae. Loài này được Soub. mô tả khoa học đầu tiên năm 1874.